# Ph.D. (gruppo musicale)
I Ph.D. sono stati un gruppo musicale britannico formato nel 1981.

## Storia
Composto inizialmente dall'inglese Simon Phillips (Batteria), dallo scozzese Jim Diamond (voce) e dall'inglese Tony Hymas (tastiere), e successivamente solo da Diamond e Hymas, il gruppo ha conosciuto all'inizio degli anni ottanta un buon successo commerciale che l'ha visto protagonista in tutta l'Europa.
Il loro primo singolo I Won't Let You Down del 1981, tratto dall'album Ph.D., è entrato nelle classifiche, così come due anni dopo è accaduto a I Didn't Know e Fifth of May, tratti dal loro secondo album Is It Safe? ed entrambi pubblicati nel 1983.
Il brano Little Suzi's on the up è stato il 5° video trasmesso da MTV nel suo primo giorno assoluto di programmazione.
Il nome del gruppo corrisponde alle iniziali dei tre componenti della formazione originaria: Phillips, Hymas e Diamond, componendo così il termine "Ph.D" che in inglese significa "dottorato di ricerca".
Il gruppo si è riformato nel 2006 per il terzo e ultimo album Three, uscito nel 2009, e nel 2015  si è definitivamente sciolto a causa della morte del cantante Jim Diamond.

## Formazione

### Ultima
- Jim Diamond - voce, chitarra (1981-1983, 2006-2015)
- Tony Hymas - tastiere (1981-1983, 2006-2015)

### Turnisti
- Simon Phillips - batteria (1981-1983)

## Discografia

### Album in studio
- 1981 – Ph.D.
- 1983 – Is It Safe?
- 2009 - Three

### Singoli
- 1981 – I Won't Let You Down
- 1981 – Little Suzi's on the Up
- 1982 – There's No Answer to It
- 1983 – I Didn't Know
- 1983 – Fifth of May